# Monument Escut de la Balconada (Manresa)
El Monument Escut de la Balconada, o més oficialment A la ciutat de Manresa és una obra del municipi de Manresa (Bages) inclosa en l'Inventari del Patrimoni Arquitectònic de Catalunya. Data del 1979 i és obra de Josep Maria Subirachs, amb la col·laboració dels arquitectes Celestino Chinchilla i Josep Oliva.

## Descripció
Monument que consta de quatre pilastres de formigó que simbolitzen les quatre barres catalanes. Estan treballades i texturades de manera diferent segons les cares, tenen diferent alçada i la seva disposició varia però totes segueixen la mateixa inclinació. Per la part posterior i arran de terra es prolonguen formant un disseny que representa l'escut de Manresa. Monument de grans dimensions.